# Ирина Палеологиня (дочь Михаила VIII Палеолога)
Ири́на Палеологи́ня (ср.-греч. Ειρήνη Παλαιολογίνα, болг. Ирина Палеологина; Византия — не ранее 1305, Византия) — жена царя Болгарии Ивана Асеня III, старшая дочь византийского императора Михаила VIII Палеолога и императрицы Феодоры Дукини.

## Биография
О дате рождения и ранних годах Ирины ничего не известно. Её отец, опасаясь разрастания масштабов восстания Ивайло, даровал титул деспота Ивану Асеню, жившему тогда в Константинополе, и выдал за него замуж Ирину Палеологину. Это произошло около 1277 или 1278 года. Византийские войска помогли утвердить Ивана Асеня III на престоле, что привело к союзу Ивайло и вдовствующей царицы Марии Кантакузины. В 1278 году она вышла замуж за Ивайло, и он был провозглашён болгарским императором. Когда во время боевых действий 1279 года в Тырново распространился слух о гибели Ивайло во время войны с монголами, местная знать признала Ивана Асеня III главой государства, а Ирина, соответственно, стала императрицей. Хотя Марию Кантакузину и её сына сослали в Византию, Ивану Асеню не удалось установить контроля над страной, и в 1280 году императорская чета бежала из Тырнова с государственной казной и святыми реликвиями. В Константинополе Михаил VIII некоторое время отказывался их принимать «из-за трусости» царственной четы. Георгий Пахимер сообщал, что около 1305 года Ирина Палеологиня пыталась поднять мятеж против собственного брата — императора Андроника II Палеолога, в отместку за убийство зятя — Рожера де Флора. Заговор был раскрыт, и экс-императрица была помещена под арест. О её кончине ничего не известно.